# Monoftongering
Monoftongering is het verschijnsel dat een diftong verandert in een monoftong. Dit verschijnsel heeft een belangrijke rol gespeeld in onder andere het Oud- en Middelnederlands,  Ingweoons, Latijn, Oerslavisch, Oudhoogduits en de meeste Semitische talen.

## Nederlands
In de laatste fasen van het Ingweoons waren de Oergermaanse diftongen au en ai gemonoftongeerd tot een lange a en de diftong ǎě tot ê. In andere Oudnederlandse dialecten die niet als Ingveoons worden beschouwd was au gemonoftongeerd tot ô en ai tot ê, terwijl daarnaast de diftong ǎě bewaard bleef. Deze diftong is tot op de dag van vandaag te horen in bepaalde dialecten van het Zuid-Hollands en het Zeeuws, taalvarianten die historisch tot het Oudnederfrankisch (Ingveoons) behoren, maar die veel invloed van andere dialecten hebben ondergaan.
Ook de Oudnederlandse klanken oe, ie en uu zijn in de meeste Nederlandse dialecten verkort tot ǔ, ǐ en ö. Alleen in het Brabants heeft deze verandering minder sterk plaatsgehad en klinken deze klinkers nog enigszins lang. Dit hangt mogelijk samen met het vermijden van fonemische neutralisatie.

## Duits
Voor de fonologie van het huidige Duits is de zogeheten "Vroegnieuwhoogduitse monoftongering" van belang. Als gevolg hiervan veranderden de diftongen /ie/, /uo/ en /üe/ in /ie/ (uitgesproken als een lange /i/), /u/ en /ü/ (vergelijk liebe guote brüeder met liebe gute Brüder). Dit proces is waarschijnlijk rond de 11e eeuw begonnen midden in het Duitse spraakgebied.
Niet alle nauw aan het Hoogduits verwante talen en dialecten hebben deze verandering overigens overgenomen, uitzonderingen zijn bijvoorbeeld het Beiers en Alemannisch in het zuiden en het Nederduits (waar ook het Nedersaksisch onder valt) in het noorden.

## Latijn
In het Latijn veranderden in de 2e eeuw v.Chr. veel diftongen in monoftongen: marei > mari, Phoenix > Punicus. De diftong /ai/ was tegen het eind van de 2e eeuw v.Chr. verlaagd tot /ae/ en veranderde in de 1e eeuw v.Chr. verder in /e/. De diftong /au/ veranderde in diezelfde tijd in /o/.

## Slavische talen
In de ontstaansgeschiedenis van de Slavische talen maakte monoftongering deel uit van de wet van open lettergrepen.

## Sanskriet
In het Sanskriet zijn de klinkers /e/ en /o/ ontstaan uit de diftongen /ai/ en /au/. In sommige schriftsystemen waarin deze taal wordt opgeschreven, zoals het Devanagari, worden deze klanken nog steeds als de oorspronkelijke diftongen weergegeven.